# نموذج الجوانب الأربعة

رسم يتضمن نموذج الجوانب الأربعة

نموذج الجوانب الأربعة (يعرف كذلك باسم مربع الاتصال أو نموذج الآذان الأربعة) هو عبارة عن نموذج اتصال ابتكره فريدمان شولتس ثن. ووفقًا لهذا النموذج، يتضمن كل خبر أربع رسائل. الجوانب الأربعة للخبر هي الحقيقة والكشف الذاتي والعلاقة والمطالبة.

## العلاقة
يصف مربع الاتصال بنية متعددة الطبقات للكلام البشري. وهو يجمع بين فرضية بول فاتسلافيك، (المسلَّمة الثانية) التي تنص على أن كل رسالة شفوية لها محتوى وجانب متعلق بالعلاقة، من ناحية، وبين الجوانب الثلاثة الأخرى للنموذج العضوي لكارل بولر، التي تنص على أن كل معلومة تشتمل على أحد الأشياء حول الموضوع والمرسل والمتلقي، من ناحية أخرى. مثل هذه النماذج مشهورة في الدراسات اللغوية باسم نماذج أفعال الكلام.

## جوانب الاتصال الأربعة
- تشتمل طبقة الموضوع على عبارات تشبه في حقيقة الأمر البيانات والحقائق التي هي عبارة عن جزء من الخبر.
- في الكشف الذاتي أو الكشف عن الذات يخبر المتكلم - عن وعي أو بدون وعي - شيئًا عن ذاته ودوافعه وقيمه التي يؤمن بها وعواطفه، وغير ذلك.
- في طبقة العلاقة يتم التعبير عن الطريقة التي يتعامل بها المرسل مع المستقبل وما رأيه فيه.
- تتضمن المطالبة الرغبة والنصيحة والإرشاد والمؤثرات التي يتطلع إليها المتكلم.

ويمكن إساءة فهم كل طبقة إذا تم التعامل معها على حدةٍ.
النموذج الكلاسيكي شولتس فون ثن هو الراكب في المقعد الأمامي الذي يقول للسائق: «يا رجل، إشارات المرور خضراء». سيفهم السائق شيئًا مختلفًا حسب الأذن التي سمع من خلالها وسيتصرف بشكل مختلف. (بخصوص طبقة الموضوع، سيفهم «الحقيقة» التي هي أن «إشارات المرور خضراء»، وقد يفهم كذلك العبارة على النحو التالي «هيا، انطلق!»- أو كـ«أمر»، أو فيما يتعلق بـ«العلاقة» قد يفهم ما سمعه على أساس أنه عرض للمساعدة «أريد أن أساعدك  أو إذا وصلك ما وراء الكلام وهو: أنا على عجل فهذه العبارة تميط اللثام عن شيء داخلك»كاشف لخبايا النفس".") وقد يعني التأكيد على الطبقات الأربع شيئًا مختلفًا وكذلك يمكن فهمه بطريقة مختلفة. وهكذا يمكن للمرسل أن يشدد على المطالبة في عبارته ويمكن للمستقبل أن يستقبل الجزء الخاص بالعلاقة من الرسالة بشكل أساسي. وهذا أحد الأسباب الرئيسية لسوء الفهم.

### طبقة الموضوع
ما أخبر عنه:
في طبقة الموضوع يوفر مرسل الخبر البيانات والحقائق والتصريحات. وعلى عاتق المرسل تقع مسؤولية إرسال هذه المعلومات بوضوح وبشكل يمكن فهمه بسهولة.
يثبت المتلقي من خلال أذن الموضوع ما إذا كانت رسالة الموضوع تفي بمعايير الحقيقة (حقيقية/غير حقيقية) أو الارتباط (ذات صلة/غير ذات صلة) والكمال (مرضية/ شيء تجب إضافته).
في فريق طويل الأجل، تصبح طبقة الموضوع واضحة ولا تحتاج سوى بضع كلمات لتوضيحها.

### الكشف الذاتي
ما أكشفه عن نفسي:
في كل خبر، توجد معلومات عن المرسل.
في طبقة الكشف الذاتي أو الكشف عن الذات يكشف المرسل عن نفسه. تتألف هذه الرسالة من التعبير الواعي والمقصود عن الذات والكشف الذاتي غير المقصود الذي لا يمثل فعلاً واعيًا بالنسبة للمرسل (انظر كذلك نموذج جوهاري). وبهذا يصبح كل خبر معلومةً عن شخصية مرسلها.
تدرك أذن الكشف الذاتي لدى المستقبِل طبيعة المعلومات الكامنة في الرسالة عن المرسل.

### طبقة العلاقة
ما أعتقده بشأنك (تعبير الـ«أنت») وكيف نتعايش (تعبير الـ«نحن»):
تعبر طبقة العلاقة عن كيفية تعايش المرسل مع المستقبٍل وكيف يفكر بشأنه. بناءً على طريقته في الكلام معه (طريقة الصياغة ولغة الجسد وطبقة الصوت...) هل يعبر عن الاحترام والتبجيل واللطف أم اللامبالاة أو الازدراء أو شيء آخر.
بناءً على طبيعة الرسالة التي يستمع إليها المستقبِل من خلال أذن العلاقة، يشعر إما بالإحباط أو القبول أو التسامح. يتم تمييز الاتصال الجيد بالاتصال انطلاقًا من التقدير المتبادل.“

### المطالبة
ما أريد منك فعله:
من يصرح بعبارة معينة، يترك كذلك أثرًا ما. يجب أن تحمل الرسالة أو المطالبة المستقبِل على القيام بشيء ما أو ترك القيام بشيء ما. محاولة التأثير على شخص ما قد تحدث بشكل أكثر أو أقل علانيةً (النصيحة) أو استتارًا (المعالجة البارعة).
في أذن المطالبة يسأل المستقبِل نفسه: قائلاً «ماذا يتعين علي فعله أو التفكير به أو الشعور به الآن؟»
اقتباس: «الأمهات يتأثرن كثيرًا بطلبات أولادهن.»
ماما! حذائي.... حسنًا! سآتيك به الآن.

## مثال
رجل (المرسل الأول للخبر) وامرأة (المستقبِل الأول للرسالة) يأكلان وجبة مجهزة في المنزل معًا.
يقول الرجل: «هناك شيء أخضر في الحساء.»
المرسل
| طبقة الموضوع:      | يوجد شيء أخضر.     |
| طبقة الكشف الذاتي: | لا أعلم ما هو.     |
| طبقة العلاقة:      | يجب أن تعلم ما هو. |
| طبقة المطالبة:     | أخبرني ما هو!      |
؛ المستقبِل
| طبقة الموضوع:      | يوجد شيء أخضر.                                               |
| طبقة الكشف الذاتي: | أنت لا تعلم ما هو الشيء الأخضر، وهذا ما يشعرك بعدم الارتياح. |
| طبقة العلاقة:      | أنت تعتقد أن طريقتي في الطهو مختلف عليها.                    |
| طبقة المطالبة:     | سأطهو ما تعرفه من مأكولات في المستقبل!                       |
تجيب المرأة: «إذا لم يعجبك مذاق الطعام، يمكنك أن تتولى الطهو بنفسك»